# Erythrus assimilis
Erythrus assimilis là một loài bọ cánh cứng trong họ Cerambycidae.